# 罗氏鼢鼠
罗氏鼢鼠（学名：Eospalax rothschildi）为鼴形鼠科凸颅鼢鼠属的动物，是中国的特有物种。分布于甘肃、陕西、青海、湖北等地。该物种的模式产地在甘肃临潭东南。